# Кумунджієв Віктор Костянтинович
Кумунджієв Віктор Костянтинович (нар. 28 березня 1949 року, м. Губаха, РРФСР) — український художник, живописець, член НСХУ (1989).

## Біографічні дані
У 1979 році закінчив Київський художній інститут (викладачами були М. Стороженко, В. Чеканюк, В. Шаталін).
З початку 1980-х років працював на Донецькому художньо-виробничому комбінаті. А з 1991 року — на творчій роботі.
Учасник обласних, республіканських, всесоюзних мистецьких виставок з 1980 року. Персональні виставки — у Донецьку (1993, 1998), Горлівці (2001, 2002).

## Творчість
Створює портрети, пейзажі, жанрові композиції у реалістичному стилі. Деякі роботи зберігаються у Горлівському художньому музеї, Тверській картинній галереї, Державному музеї образотворчих мистецтв (Кишинів), Державному музеї мистецтв Казахстану (Алмати).

### Основні твори
За ЕСУ: «Одного разу в майстерні», «Чаювання у середньовічних костюмах» (обидва — 1988), «Рибний день», «Серпень у селі», «Кафе “Бароко”» (усі — 1989), «Бесіда» (1991), «Стара» (1998), «Багатостраждальний Іов» (2003), «Спостерігаючи життя», «Пророкування» (обидва — 2004), «Винахід колеса», «Неочікувана розвага» (2005), «Вільний час», «Гравці в шахи», «Присяга манекенів», «Той, хто стукає, просить, шукає» (усі — 2006), «За кулісами» (2010), «Вони чують, як росте трава» (2011), «Сновидіння під час нічного чергування» (2012), «Закликання варягів» (2013).

## Джерело
- О. І. Соловйов. Кумунджієв Віктор Костянтинович // Енциклопедія сучасної України / ред. кол.: І. М. Дзюба [та ін.] ; НАН України, НТШ. — К. : Інститут енциклопедичних досліджень НАН України, 2016. — Т. 16 : Куз — Лев. — 712 с. — ISBN 978-966-02-7998-8.